# سايبس
سايبس (Sipes) هي شركة متخصصة في تصنيع الدهانات وكيماويات البناء والديكور. تأسست العلامة التجارية رسميًا في عام 1947 على يد جيمس ب. سايب وشركاه (James B. Sipe and Company) في مدينة بيتسبرغ بولاية بنسلفانيا، الولايات المتحدة الأمريكية.
تعتبر سايبس اليوم واحدة من أبرز العلامات التجارية في مجال الدهانات، ولها حضور قوي في منطقة الشرق الأوسط وشمال إفريقيا. يقع المقر الرئيسي للشركة في جمهورية مصر العربية.

## لمحة تاريخية
تم إنشاء العلامة التجارية Sipes لأول مرة عام 1947، ثم توسعت لتصل إلى الشرق الأوسط. افتتحت أول منشأة تصنيع لها في لبنان عام 1956، تلاها الأردن في 1965، العراق في 1977، ومصر في 1988. استمر التوسع لاحقًا إلى سوريا عام 1992، المملكة العربية السعودية عام 2007، وأخيرًا إلى ليبيا عام 2008.

## المنتجات
توفر "سايبس" مجموعة متنوعة من المنتجات، منها:
1. الدهانات المائية: تستخدم لتطبيقات داخلية وخارجية، وتتميز بسهولة الاستخدام والتطبيق.
2. الدهانات الزيتية: توفر متانة وجودة عالية، مما يجعلها مثالية للتطبيقات التي تتطلب طلاءات قوية وطويلة الأمد.
3. المعاجين والأساسات: تُستخدم لتحضير الأسطح قبل تطبيق الدهانات، مما يضمن تثبيت الدهان بشكل أفضل.
4. العوازل: تُستخدم لحماية الأسطح من تسرب المياه، وهي مثالية للاستخدام في المناطق التي تتعرض للرطوبة.
5. الدهانات البحرية: مقاومة للصدأ والتآكل، وتستخدم لحماية الهياكل البحرية مثل السفن والموانئ من تأثيرات البيئة البحري.
6. دهانات الطرق: تُستخدم لتحديد الطرق والمسارات، مع ضمان وضوح الرؤية وسلامة المرور.
7. دهانات الأخشاب: تم تصميمها خصيصًا لحماية الأسطح الخشبية، مع توفير مظهر جمالي ودائم.
8. الدهانات الزخرفية: تقدم خيارات متنوعة للتصاميم، بما في ذلك تأثيرات مميزة تضفي طابعًا جماليًا على الأسطح.
9. الدهانات المتخصصة: مخصصة للاستخدامات الصناعية، وتتميز بقدرتها على تحمل الظروف البيئية القاسية.[4]

## التكنولوجيا
تعتمد شركة سايبس على أحدث التقنيات لضمان دقة الألوان وتوحيدها. تستخدم تقنية Si-PRO لضمان تطابق الطلاء مع اللون المطلوب، حيث يختار العميل اللون ويتم تصنيعه بدقة عبر المراحل التالية:
1. قياس الألوان: باستخدام أجهزة متطورة لالتقاط اللون المطلوب.
2. تحليل البيانات: لمعالجة بيانات اللون وضمان دقته.
3. خلط الألوان: باستخدام معدات دقيقة للحصول على نفس درجة اللون.
4. اختبار الجودة: للتأكد من مطابقة اللون النهائي للمعايير المطلوبة.

## التوسع الجغرافي
تتواجد شركة سايبس في أكثر من 15 دولة في الشرق الأوسط وإفريقيا.

## الشهادات المتحصلة عليها
- ISO 9001: لإدارة الجودة.
- ISO 14001: لتحسين الأداء البيئي.
- ISO 45001: لأنظمة إدارة الصحة والسلامة المهنية.
- ISO/IEC 17025:2017: لكفاءة واعتمادية تشغيل المختبرات.
- SEAL OF QUALITY: الشهادة رقم U-0228-C-1-11-22.[5]